# Mojodemak
Mojodemak is een bestuurslaag in het regentschap Demak van de provincie Midden-Java, Indonesië. Mojodemak telt 4274 inwoners (volkstelling 2010).